# César Ortiz
César Ortiz, né le 30 janvier 1989 à Tolède, est un footballeur espagnol. Il évolue au CD Tolède au poste de défenseur central.

## Biographie

### En équipe nationale
Avec les moins de 19 ans, il participe au championnat d'Europe des moins de 19 ans en 2008. Lors de cette compétition, il joue un match contre l'Allemagne.